# جام قهرمانی فوتبال ایران ۱۳۳۸
جام قهرمانی فوتبال ایران ۱۳۳۸ دومین دوره جام قهرمانی فوتبال ایران که توسط فدراسیون فوتبال ایران برگزار شد.
تیم کلنی مموریال تبریز بدون باخت برای اولین بار قهرمان این دوره از رقابت‌ها شد.

## جدول مسابقات
| تیم                | امتیاز | بازی | برد | مساوی | باخت | گل‌زده | گل‌خورده | تفاضل‌گل |
| ------------------ | ------ | ---- | --- | ----- | ---- | ----- | ------- | ------- |
| کلنی مموریال تبریز | ۵      | ۳    | ۲   | ۱     | ۰    | ۴     | ۲       | ۲+      |
| شاهین اصفهان       | ۵      | ۳    | ۲   | ۱     | ۰    | ۳     | ۱       | ۲+      |
| تاج اهواز          | ۱      | ۳    | ۰   | ۱     | ۲    | ۳     | ۵       | ۲-      |
| دارایی تهران       | ۱      | ۳    | ۰   | ۱     | ۳    | ۲     | ۴       | ۲-      |

نتایج مسابقات
کلنی مموریال تبریز ۲-۱ تاج اهواز
شاهین اصفهان ۱-۰ دارایی تهران
کلنی مموریال تبریز ۱-۱ شاهین اصفهان
تاج اهواز ۲-۲ دارایی تهران
شاهین اصفهان ۱-۰ تاج اهواز
کلنی مموریال تبریز ۱-۰ دارایی تهران

## خاطرات بازی نهایی
در دوره نهایی این مسابقات که به صورت امتیازی برگزار می‌شد، در هفته پایانی، تا دقایق آخر بازی میان کلنی مموریال تبریز و دارایی تهران بازی بدون گل مساوی بود و با این نتیجه تیم شاهین اصفهان قهرمان بود. برگزار کنندگان رقابتها از مسئولین شاهین اصفهان میخواهند که برای گرفتن جام و جوایز آماده شوند  که ناگهان در دقیقه ۸۹ ائلدار صادق زاده دروازه دارایی تهران را باز می‌کند و تیم کلنی مموریال قهرمان دومین دوره لیگ سراسری ایران می‌شود.

## آقای گل
در این دوره از رقابت‌ها ائلدار صادق زاده با زدن سه گل در مرحله پایانی آقای گل این رقابت‌ها می‌شود.

## قهرمان
| قهرمان جام قهرمانی ایران ۱۳۳۸ |
| ----------------------------- |
| کلنی مموریال تبریز            |
| اولین قهرمانی                 |